# Бего (граф Парижа)
Бего (Бегон, Бегго; фр. Bégon de Paris; ок. 755/760 — 28 октября 816) — граф Парижа с 811 или с 815 года, граф Тулузы и маркиз Септимании приблизительно с 806 по 811 или 815 год из рода Жерардидов.

## Биография

### Правление
Бего был вторым сыном парижского графа Жерара I и Ротруды. Возможно, что именно он упоминается под именем «Bico» в 794 году.
Бего входил в окружение короля Аквитании Людовика (будущего императора Людовика Благочестивого). В 801 году, среди других франкских полководцев, участвовал в походе в Испанию, во время которого была взята Барселона. Именно Бего Людовик Благочестивый послал к своему отцу, императору Карлу Великому, доложить об этой победе. Женившись около 806 года на незаконной императорской дочери Альпаисе, Бего ещё больше упрочил своё положение. В некоторых источниках Бего упоминается как казначей Людовика.
В 806 году Людовик назначил Бего графом Тулузы и маркизом Септимании вместо удалившегося в монастырь графа Гильома Желонского. После смерти старшего брата Стефана Бего унаследовал графство Парижское, куда и перебрался.
Бего был покровителем и благотворителем христианской церкви. Ещё во время своего пребывания в Аквитании он восстановил аббатство Алаон (в Рибагорсе), а позднее восстановил и с помощью Бенедикта Анианского реформировал монастырь Сен-Мор-де-Фоссе.
Бего умер в 816 году.

### Семья
- 1-я жена: N;[3]
  - Сюзанна; муж: с 825/830 года — граф в Аргенгау Вульфгард I
- 2-я жена (приблизительно с 806 года): Альпаиса (794—23 июля 852), аббатиса монастыря Сен-Пьер-ле-Бас в Реймсе с 816 года, незаконная дочь императора Людовика I Благочестивого
  - Лето II (ок. 806—3 января 858/859), граф Парижа
  - Эбергард (ок. 808—861/871), граф в Северной Бургундии
  - (?) Игельтруда; 1-й муж: Гунфрид (Гумфрид) I (ум. после 808), маркграф Истрии с 799 года, герцог Фриуля в 799—804 годах, граф в Реции в 806/808 годах; 2-й муж: Унрош II (ум. ранее 853), граф Тернуа